# Strangers in the Night (album)
Strangers in the Night – album studyjny amerykańskiego piosenkarza Franka Sinatry wydany międzynarodowo na LP 30 maja 1966 roku nakładem Reprise Records. Jest to ostatni album Sinatry nagrany z jego wieloletnim współpracownikiem Nelsonem Riddlem, który do tego momentu był aranżerem i dyrygentem na większości wydawnictw piosenkarza.
Album Strangers in the Night dostarczył wiele przebojów, z których najsłynniejszym jest główny singel, zatytułowany tak samo jak album. Osiągnął on pierwsze miejsce zarówno na liście Billboard Hot 100 jak i Easy Listening, a także przyniósł Frankowi Sinatrze dwie nagrody Grammy na ceremonii wręczenia tych nagród w 1967 roku: w kategoriach Best Male Pop Vocal Performance oraz Record of the Year. Z kolei drugi z singli z albumu, „Summer Wind”, stał się podstawowym tłem muzycznym niezliczonych reklam telewizyjnych, ponadto został wykorzystany w wielu filmach i serialach.
Album stał się najbardziej udanym komercyjnie wydawnictwem Franka Sinatry w całej jego karierze. W roku wydania album zajął pierwsze miejsce na liście Billboard 200, a w 1989 roku został nagrodzony przez amerykańską organizację przemysłu muzycznego (RIAA) platynowym certyfikatem za sprzedaż ponad miliona egzemplarzy w samych Stanach Zjednoczonych. Żadne inne wydawnictwo Sinatry nie sprzedało się w tak dużym nakładzie z wyjątkiem bożonarodzeniowego albumu A Jolly Christmas from Frank Sinatra.

## Lista utworów
Opracowano na podstawie materiału źródłowego.
| Strona A | Strona A                                                                            | Strona A |
| Nr       | Tytuł utworu                                                                        | Długość  |
| -------- | ----------------------------------------------------------------------------------- | -------- |
| 1.       | „Strangers in the Night” (autorzy: Bert Kaempfert, Charles Singleton, Eddie Snyder) | 2:35     |
| 2.       | „Summer Wind” (autorzy: Heinz Meier, Johnny Mercer)                                 | 2:53     |
| 3.       | „All or Nothing at All” (autorzy: Arthur Altman, Jack Lawrence)                     | 3:57     |
| 4.       | „Call Me” (autor: Tony Hatch)                                                       | 3:07     |
| 5.       | „You’re Driving Me Crazy” (autor: Walter Donaldson)                                 | 2:15     |
|          |                                                                                     | 14:47    |

| Strona B | Strona B                                                                       | Strona B |
| Nr       | Tytuł utworu                                                                   | Długość  |
| -------- | ------------------------------------------------------------------------------ | -------- |
| 1.       | „On a Clear Day (You Can See Forever)” (autorzy: Alan Jay Lerner, Burton Lane) | 3:17     |
| 2.       | „My Baby Just Cares for Me” (autorzy: Gus Kahn, Walter Donaldson)              | 2:30     |
| 3.       | „Downtown” (autor: Tony Hatch)                                                 | 2:14     |
| 4.       | „Yes Sir, That’s My Baby” (autorzy: Gus Kahn, Walter Donaldson)                | 2:08     |
| 5.       | „The Most Beautiful Girl in the World” (autorzy: Richard Rodgers, Lorenz Hart) | 2:24     |
|          |                                                                                | 12:33    |

| Utwory dodatkowe – reedycja z 2010 roku | Utwory dodatkowe – reedycja z 2010 roku    | Utwory dodatkowe – reedycja z 2010 roku |
| Nr                                      | Tytuł utworu                               | Długość                                 |
| --------------------------------------- | ------------------------------------------ | --------------------------------------- |
| 1.                                      | „Strangers in the Night (Live)”            | 2:14                                    |
| 2.                                      | „All or Nothing at All (Live)”             | 3:40                                    |
| 3.                                      | „Yes Sir, That’s My Baby (Alternate Take)” | 2:17                                    |

## Notowania na listach przebojów
| Lista (1966)                                  | Pozycja |
| --------------------------------------------- | ------- |
| Stany Zjednoczone (Billboard 200 (Billboard)) | 1       |

## Certyfikaty
| Region                   | Certyfikat | Sprzedaż   |
| ------------------------ | ---------- | ---------- |
| Stany Zjednoczone (RIAA) | platyna    | 1 000 000+ |